# The Pretty Things

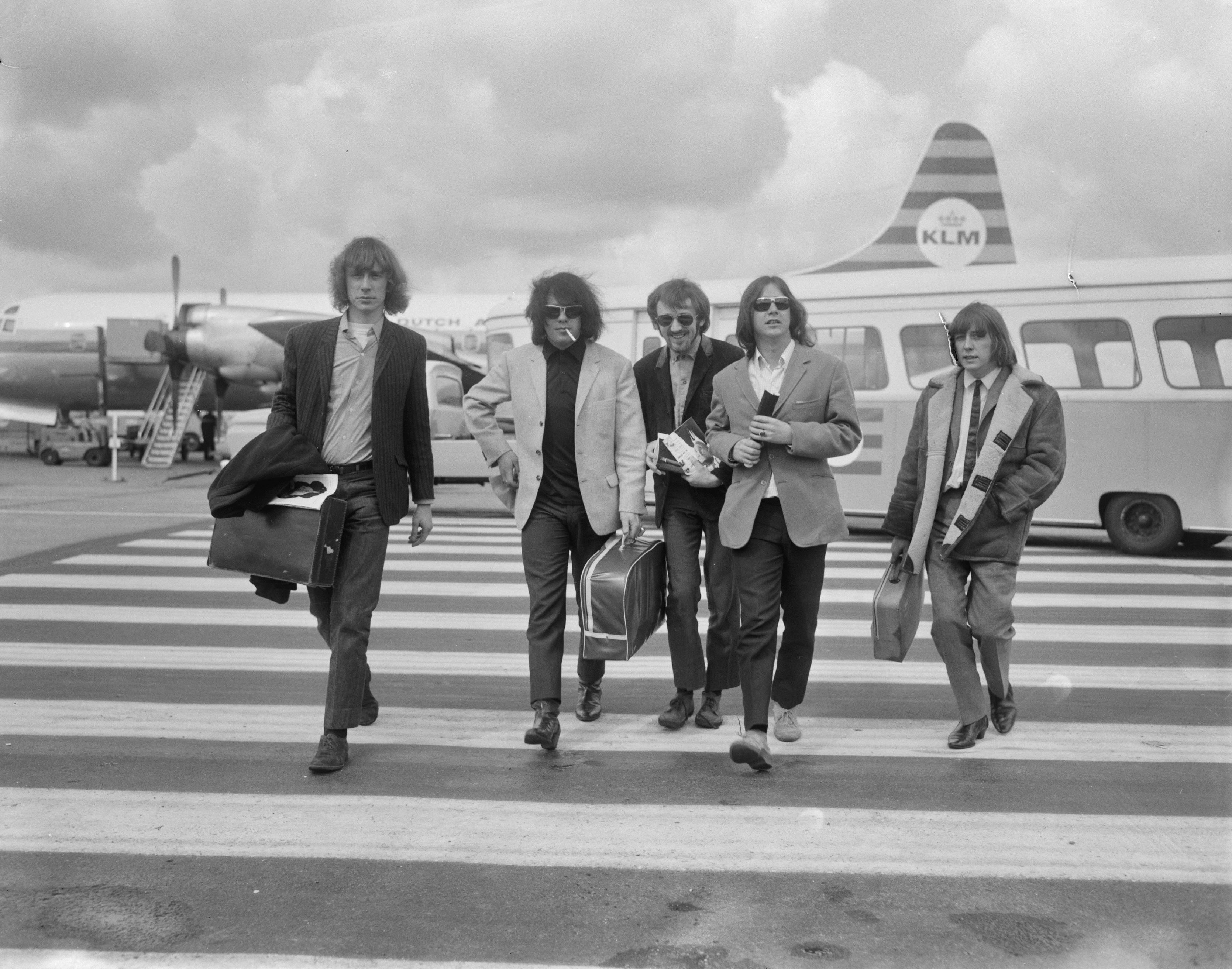
The Pretty Things (1965)

The Pretty Things war eine der langlebigsten englischen Rockbands, die mit einigen Unterbrechungen von 1963 bis 2018 bestand. Mitte der 1960er Jahre galt sie mit ihrer harten Musik und einem finsteren Image als eine der auffälligsten Bands ihrer Zeit. Rockgeschichte schrieben The Pretty Things auch 1968 als Urheber einer der ersten Rockopern, S. F. Sorrow.

## Geschichte

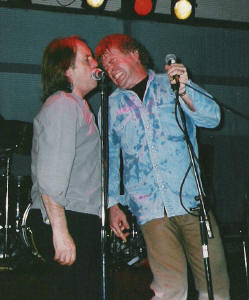
Phil May und Skip Alan von den Pretty Things bei einem Auftritt 1999

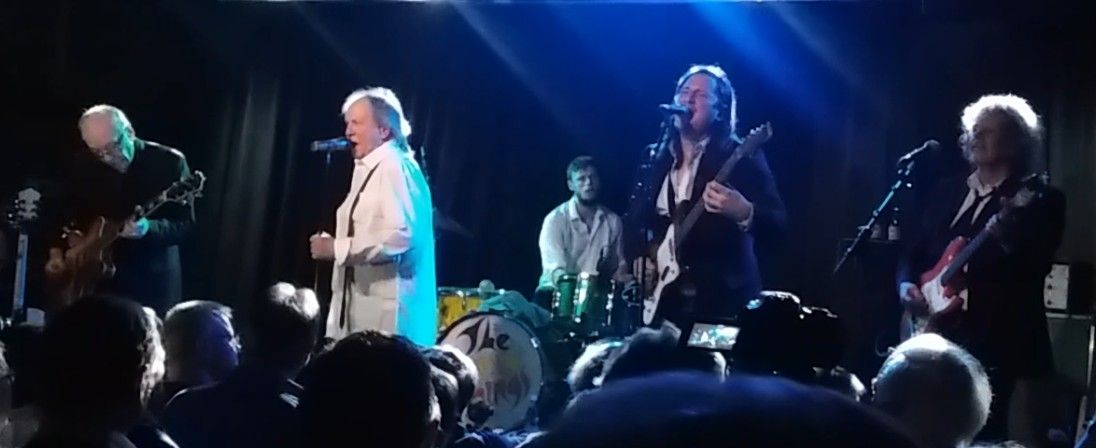
Dick Taylor, Phil May, Jack Greenwood, George Woosey und Frank Holland im Downtown Blues Club (Hamburg) am 7. April 2017

Die Band The Pretty Things wurde 1963 von dem Gitarristen Dick Taylor, zuvor Bassist bei den Rolling Stones, und dem bis dahin unbekannten Sänger Phil May in London gegründet. Ihren Bandnamen entlehnten die Musiker dem Song Pretty Thing von Bo Diddley.
Exzessive Bühnenshows, harter Rhythm and Blues und ein finsteres Image machten die Band schnell bekannt. Dabei bediente sich die Gruppe wie viele andere britische Bands zu jener Zeit aus dem Fundus einflussreicher Blues-Interpreten wie Howlin’ Wolf und Chuck Berry. Schon bald schrieben die Pretty Things auch eigene Stücke. Die Band sorgte anfangs durch ihr Auftreten für Aufsehen. Die erste selbstbetitelte LP und das anzügliche Don’t Bring Me Down kamen unter die Top Ten in Großbritannien. In den USA wurde der Song verboten. Auch weitere Singles wie Honey I Need und Rosalyn verkauften sich gut. Es hieß, die Rolling Stones würden im Vergleich zu den Pretty Things wie eine „Teegesellschaft im Pfarrhaus“ wirken. Sänger Phil May galt als der Mann mit den längsten Haaren Europas. Die zweite Platte Get The Picture? enthielt mit Cry to Me und Rainin' In My Heart nur noch kleinere Single-Hits.
Als 1967 der Psychedelic Rock Mode wurde, setzte ein unübersichtliches Kommen und Gehen der Bandmitglieder ein. Die Plattenfirma Fontana reicherte bei der nächsten Platte Emotions gegen den Willen der Band die Musik mit Effekten und Arrangements an, so dass die Pretty Things kaum wiederzuerkennen waren. Die Pretty Things verloren dadurch die Akzeptanz vieler ihrer Anhänger.
Nach dem Wechsel zur Firma Columbia Records arbeitete die Band mit dem Produzenten Norman Smith zusammen, der damals auch Pink Floyd im Studio betreute. Unter anderem veröffentlichten die Pretty Things 1967 die Single Defecting Grey, welche heute als prägnantes Beispiel des Psychedelic Rock gilt. Das Lied ist eine Art Minioper, in der mehrere völlig unterschiedliche Melodien ineinander übergehen. Eine Sitar, rückwärts laufende Bänder und andere Effekte verfremden das Werk zusätzlich. Nennenswerte Verkaufszahlen erreichten auch diese und weitere Singles nicht.
1968 schufen die Pretty Things vermutlich als erste Rockband eine Rockoper mit dem Titel S. F. Sorrow. Heute ein Kultklassiker der Flower-Power-Ära, wurde die Platte ein weiterer kommerzieller Misserfolg. Bis heute wird S. F. Sorrow oft mit Tommy von The Who verglichen. Manchmal wird auch behauptet, der Komponist Pete Townshend habe das Werk der Pretty Things, das einige Monate zuvor erschienen war, teilweise kopiert.
Um finanziell über die Runden zu kommen, nahm die Band in dieser Zeit unter dem Namen The Electric Banana mehrere Alben mit Filmsoundtracks auf. Zudem waren sie 1969 in dem Film What’s Good For The Goose von Menahem Golan als sie selbst zu sehen.
Dick Taylor verließ nach dem Misserfolg vorübergehend die Band und war kurzzeitig Produzent und Mitglied der Spacerocker Hawkwind. Das einzig verbliebene Gründungsmitglied Phil May schuf mit teilweise neuen Musikern erneut ein von der Kritik gelobtes Album: Parachute. Obwohl vom Rolling Stone zur LP des Jahres 1970 gewählt, blieb auch diese Platte von den Käufern weitgehend unbeachtet. Parachute offenbarte die verschiedenen Fähigkeiten des Multiinstrumentalisten Wally Waller, der einen beträchtlichen Teil des Materials komponierte und auch mehrfach als Leadsänger in Erscheinung trat. Waller produzierte zu dieser Zeit auch die ersten Alben von Barclay James Harvest.
Trotz des erneuten kommerziellen Misserfolges gaben die Pretty Things nicht auf. Ein neues Album wurde in Angriff genommen, welches aber nie erschien. Einzelne Songs davon wurden auf Singles veröffentlicht und sind auch auf dem Sampler The Pretty Things – Singles As & Bs zu hören.
Auch das nächste veröffentlichte Album Freeway Madness von 1972 fand nur wenige Käufer, so dass die Pretty Things sich auflösten. 1974 boten die befreundeten Musiker von Led Zeppelin einen Vertrag auf ihrem Swan Song-Label an. Es folgten die aufwendig produzierten Alben Silk Torpedo und Savage Eye, welche Chartnotierungen in den USA erreichten und der Band erstmals dort eine Tournee ermöglichten. Musikalische Differenzen und Drogenprobleme verhinderten auch diesmal eine konstante Karriere, und die Pretty Things brachen erneut auseinander. 1980, dieses Mal mit dem zurückgekehrten Gitarristen Dick Taylor und weiteren früheren Mitgliedern, wurde Cross Talk veröffentlicht. Auch diesmal hatten wohlwollende Rezensionen keine nennenswerten Verkäufe zur Folge.
In den folgenden Jahren gab es immer wieder Tourneen und Aufnahmen von May und Taylor mit wechselnden Mitspielern als Pretty Things, unter anderem Blues-Sessions mit Chicagomusikern und dem ehemaligen Yardbirds-Drummer Jim McCarty unter dem Namen Pretty Things-Yardbird Blues Band (produziert von George Paulus für sein St. George Label) sowie Neueinspielungen ihrer alten Erfolge mit deutschen Musikern.
1998 machten die Pretty Things wieder in größerem Maß durch die erstmalige vollständige Live-Aufführung ihres Meisterwerks S. F. Sorrow unter dem Titel Ressurection in den legendären Abbey Road Studios von sich reden. Das Spektakel wurde im Internet übertragen, und bekannte Stars wie Arthur Brown und der Pink-Floyd-Gitarrist David Gilmour wirkten mit.
Obwohl das Foto schon 1968 aufgenommen worden war, sorgte 1999 das Cover der Maxi-CD All Light Up für Aufregung, weil es den Keyboarder Jon Povey zeigt, wie er sich damals einen Joint angezündet hatte. Das Titelstück war sowohl klanglich wie auch textlich eine Hommage an die 1960er Jahre. 1999 erschien mit Rage Before Beauty ein weiteres Album der Pretty Things, 2007 veröffentlichte die Band die CD Balboa Island, 2015 The Sweet Pretty Things (Are In Bed Now, Of Course). Die ehemaligen Mitglieder Wally Waller, Skip Allen, Peter Tolson und Jon Povey veröffentlichten 2012 unter dem Namen The xPTs eine komplett neu überarbeitete Fassung des Pretty-Things-Albums Parachute als Parachute Reborn.
2018 kündigte die Band ihre Farewell Tour mit letzten Konzerten im Mai an.
Am 15. Mai 2020 starb Phil May an Komplikationen nach einer Hüftoperation, der er sich nach einem Fahrradunfall unterziehen musste. Posthum erschien im selben Jahr das vorwiegend akustisch eingespielte Blues-Album Bare As Bone, Bright As Blood.
Obwohl die Pretty Things in kommerzieller Hinsicht nie wieder an ihre Anfangserfolge in den 1960er Jahren anknüpfen konnten, übten sie beträchtlichen Einfluss auf andere Musiker aus. Robert Plant, der spätere Led-Zeppelin-Sänger, studierte als noch unbekannter Besucher bei Pretty-Things-Auftritten Phil Mays Bühnenshow genau. David Bowie, ein erklärter Fan der Band, coverte für sein Album Pinups (1973) gleich zwei Pretty-Things-Hits, Rosalyn und Don’t Bring Me Down. Der Stil und das Gebaren des ersten Pretty-Things-Drummers Vivian Prince, der sich nach seinem Ausscheiden aus der Band und einigen erfolglosen Versuchen als Solist zwischenzeitlich den Hells Angels anschloss, übten einen unübersehbaren Einfluss auf den exzentrischen Keith Moon von The Who aus. Das skandalöse Auftreten der Band in der Anfangszeit diente in den späten 1970er Jahren auch vielen Punkbands als Vorbild.

## Diskografie

### Alben
| Jahr | Titel             | Höchstplatzierung, Gesamtwochen, AuszeichnungChartplatzierungen (Jahr, Titel, Platzierungen, Wochen, Auszeichnungen, Anmerkungen) | Höchstplatzierung, Gesamtwochen, AuszeichnungChartplatzierungen (Jahr, Titel, Platzierungen, Wochen, Auszeichnungen, Anmerkungen) | Höchstplatzierung, Gesamtwochen, AuszeichnungChartplatzierungen (Jahr, Titel, Platzierungen, Wochen, Auszeichnungen, Anmerkungen) | Anmerkungen |
| Jahr | Titel             | DE | UK | US | Anmerkungen |
| ---- | ----------------- | --- | --- | --- | ----------- |
| 1965 | The Pretty Things | DE34 (2 Wo.)DE | UK6 (10 Wo.)UK | — |             |
| 1970 | Parachute         | — | UK43 (2 Wo.)UK | — |             |
| 1974 | Silk Torpedo      | — | — | US104 (9 Wo.)US |             |
| 1976 | Savage Eye        | — | — | US163 (6 Wo.)US |             |

### Weitere Alben
- 1965: Get the Picture?
- 1967: Emotions
- 1968: S. F. Sorrow
- 1972: Freeway Madness
- 1980: Cross Talk
- 1987: Out of the Island
- 1999: …Rage Before Beauty
- 2007: Balboa Island
- 2015: The Sweet Pretty Things (Are in Bed Now, Of Course)
- 2020: Bare as Bone, Bright as Blood

### Livealben
- 1978: Live
- 1984: Live at the Heartbreak Hotel
- 1992: On Air
- 1998: Resurrection (S.F. Sorrow)
- 2003: The BBC Sessions
- 2006: 40th Anniversary – Live in Brighton
- 2014: Live at the 100 Club
- 2014: Live at Rockpalast
- 2015: Live at the BBC
- 2016: Live at the BBC
- 2018: BBC 1964–1967
- 2018: Singapore Silk Torpedo Live at the BBC & Other Broadcasts
- 2018: Live at the BBC Paris Theatre – 1974
- 2019: The Final Bow

### Kompilationen
- 1975: Greatest Hits 1964–1967
- 1976: Real Pretty
- 1976: The Vintage Years
- 1977: The Singles As & Bs
- 1982: 1967–1971
- 1984: Let Me Hear the Choir Sing
- 1985: Closed Restaurant Blues
- 1986: Cries from the Midnight Circus – The Best of 1968–1971
- 1990: Electric Banana
- 1990: More Electric Banana
- 1990: The Pretty Things Collection
- 1991: Greatest Hits
- 1992: Get a Buzz: The Best of the Fontana Years
- 1994: Midnight to 6
- 1995: Unrepentant – The Anthology
- 1997: The EP Collection… Plus
- 1998: Greatest Hits
- 2000: Latest Writs The Best Of... Greatest Hits
- 2000: Midnight to Six Man
- 2001: The Rhythm & Blues Years
- 2001: The Psychedelic Years 1966–1970
- 2002: Singles As & Bs
- 2003: The Very Best of the Pretty Things
- 2004: Still Unrepentant
- 2004: Come See Me: The Very Best of the Pretty Things
- 2004: Midnight to Six Man
- 2008: Singles ’64-68
- 2011: The Electric Banana Sessions
- 2013: Introducing the Pretty Things
- 2015: Bouquets from a Cloudy Sky
- 2017: The French EPs 1964-69
- 2017: Greatest Hits

### Soundtracks
- 1981: The Monster Club

### EPs
- 2000: All Light Up

### Singles
| Jahr | Titel Album            | Höchstplatzierung, Gesamtwochen, AuszeichnungChartsChartplatzierungen (Jahr, Titel, Album, Platzierungen, Wochen, Auszeichnungen, Anmerkungen) | Anmerkungen |
| Jahr | Titel Album            | UK | Anmerkungen |
| ---- | ---------------------- | --- | ----------- |
| 1964 | Rosalyn                | UK41 (5 Wo.)UK |             |
| 1964 | Don’t Bring Me Down    | UK10 (11 Wo.)UK |             |
| 1965 | Honey I Need           | UK13 (10 Wo.)UK |             |
| 1965 | Cry to Me              | UK28 (7 Wo.)UK |             |
| 1966 | Midnight to Six Man    | UK46 (1 Wo.)UK |             |
| 1966 | Come See Me            | UK43 (5 Wo.)UK |             |
| 1966 | A House in the Country | UK50 (2 Wo.)UK |             |

Weitere Singles
- 1966: Progress
- 1967: Children
- 1967: Defecting Grey
- 1967: Trippin’
- 1968: Death of a Socialite
- 1968: Talkin’ About the Good Times
- 1968: Private Sorrow
- 1969: Baron Saturday
- 1970: The Good Mr. Square
- 1970: October 26
- 1971: Stone-Hearted Mama
- 1972: Over the Moon
- 1974: Is It Only Love
- 1975: I’m Keeping...
- 1975: Joey
- 1976: Sad Eye
- 1976: Tonight
- 1978: Do My Stuff
- 1980: I’m Calling
- 1980: Falling Again
- 1984: Take Me Home
- 1989: Eve of Destruction
- 1999: All Light Up
- 2012: Honey, I Need

### Weitere Veröffentlichungen
Electric Banana
- 1967: Electric Banana
- 1968: More Electric Banana
- 1969: Even More Electric Banana
- 1970: Hot Licks
- 1973: The Return of the Electric Banana

Phil May And The Fallen Angels
- 1978: same

The xPTs
- 2012: Parachute Reborn

### Gastbeiträge
- 1997: Judgment Day (auf dem Sampler Knights of the Blues Table)

Daneben existiert eine sehr unübersichtliche Anzahl von Samplern mit unterschiedlichsten Zusammenstellungen sowie zahlreiche Nebenprojekte der einzelnen Bandmitglieder.

## Mitglieder
- Gründungsformation (1963): Phil May (Gesang), Dick Taylor (Lead-Gitarre), Vivian Prince (Schlagzeug), Brian Pendelton (Gitarre), John Stax (Bass)
- Spätere Mitglieder (ab 1966): Wally Waller, Skip Alan, John Povey, Twink, Gordon Edwards, Peter Tolson, Stuart Brooks, Victor Unitt, Jack Green, Joe Shaw und viele andere.
- Besetzung 2018: Phil May (Gesang), Dick Taylor (Lead- und Rhythmusgitarre), George Woosey (Bass, Gesang), Jack Greenwood (Schlagzeug), Frank Holland (Lead- und Rhythmusgitarre, Gesang, Harp)

### Musikbeispiele
- The Pretty Things: L.S.D. auf YouTube
- The Pretty Things: Private Sorrow (single version) (from S.F. Sorrow) auf YouTube
- The Electric Banana: Alexander auf YouTube
- The Pretty Things live WDR Crossroads vom 19. Oktober 2007.